# アラスカ文字
アラスカ文字（アラスカもじ、Yugtun script / Alaska script）は、20世紀初頭に南西アラスカのユピックであるヘルパー・ネック（エスキモー名ウヤクク、1860ごろ-1924）という人物によって考案された、中央アラスカ・ユピック語を表記するための音節文字。
アラスカ文字はあまり普及しなかった。中央アラスカ・ユピック語の言語の表記にはラテン文字が通常用いられる。

## 概要
ネックはクスコクウィム川下流出身のシャーマンだったが、1885年にモラヴィア兄弟団の宣教師の助手（ヘルパー）になった。ヘルパーたちははじめ聖書を自ら考案した象形文字でエスキモー語に翻訳しようとしたが、本人以外は読むことができなかった。ネックは象形文字から約80字ほどの音節文字に改良し、これを他のエスキモーにも教えた。しかし、1920年代に宣教師が作ったラテン文字による表記法によって淘汰され、普及しなかった。1950年代の報告によると、この文字の使用者は10人ほどで、若い世代はこの文字を習っていないという。
母音字5、14の子音と5つの母音を組みあわせたCV型の音節文字が64（一部に隙間あり）、それ以外の閉音節を表す10文字がある。
文字の存在をはじめて知った人々によって作られた新しい文字のほとんどがCV型の音節文字になることが知られているが（チェロキー文字、アファカ文字など）、アラスカ文字の場合、単音節的な言語でなく高度に膠着語的である（1語の音節数が非常に長くなる）エスキモーの言語のために考案されたところが他と異なる。
いくつかの文字は英語のつづりに由来する。たとえば kut という音節を表す字は英語の「good」を筆記体で書いた形に由来する。